# 1 (album của The Beatles)
1 là album tuyển tập của The Beatles, phát hành vào ngày 13 tháng 11 năm 2000. Album bao gồm các ca khúc quán quân trong các bảng xếp hạng tại Mỹ và Anh trong giai đoạn 1962-1970. Ra mắt vào dịp kỷ niệm 30 năm sau ngày ban nhạc chính thức tan rã, đây là ấn phẩm đầu tiên của The Beatles được ghi, kể từ thế kỷ 21, dưới dạng CD. 1 là một album vô cùng thành công trên toàn thế giới: đây là album bán chạy nhất tính từ đầu thế kỷ 21, với khoảng 31 triệu đĩa đã bán. Thêm nữa, đây là album bán chạy nhất thế giới kể từ năm 1992 (kể từ album nhạc phim The Bodyguard: Original Soundtrack Album) và cũng album bán chạy nhất ở Mỹ trong giai đoạn 2002-2009. Tính riêng lẻ, đây là CD đơn bán chạy nhất lịch sử âm nhạc. Tháng 9 năm 2011, 1 một lần nữa được chỉnh âm để hoàn thiện.

## Danh sách ca khúc
Tất cả các ca khúc được viết bởi Lennon-McCartney, các sáng tác khác được ghi chú thích bên. Các ca khúc được thu dưới định âm stereo, trừ 1-3 là mono.

### Bản CD
1. "Love Me Do" – 2:20
2. "From Me to You" – 1:56
3. "She Loves You" – 2:21
4. "I Want to Hold Your Hand" – 2:24
5. "Can't Buy Me Love" – 2:11
6. "A Hard Day's Night" – 2:33
7. "I Feel Fine" – 2:19
8. "Eight Days a Week" – 2:44
9. "Ticket to Ride" – 3:10
10. "Help!" – 2:18
11. "Yesterday" – 2:05
12. "Day Tripper" – 2:48
13. "We Can Work It Out" – 2:15
14. "Paperback Writer" – 2:18
15. "Yellow Submarine" – 2:38
16. "Eleanor Rigby" – 2:06
17. "Penny Lane" – 2:59
18. "All You Need Is Love" – 3:47
19. "Hello, Goodbye" – 3:27
20. "Lady Madonna" – 2:16
21. "Hey Jude" – 7:04
22. "Get Back" – 3:12
23. "The Ballad of John and Yoko" – 2:59
24. "Something" (Harrison) – 3:01
25. "Come Together" – 4:18
26. "Let It Be" – 3:50
27. "The Long and Winding Road" – 3:37

### Đĩa than
Mỗi mặt của vinyl ứng với một thời kỳ khác nhau của The Beatles: theo thứ tự đó là Beatlemania, folk rock/pre-psychedelic, psychedelic, back-to-basics/rock. Việc sắp xếp chúng đơn giản với các mốc thời gian của ban nhạc.
| Mặt 1 (1962–64) 1. "Love Me Do" 2. "From Me to You" 3. "She Loves You" 4. "I Want to Hold Your Hand" 5. "Can't Buy Me Love" 6. "A Hard Day's Night" 7. "I Feel Fine" 8. "Eight Days a Week" Mặt 3 (1967–68) 1. "Penny Lane" 2. "All You Need Is Love" 3. "Hello, Goodbye" 4. "Lady Madonna" 5. "Hey Jude" | Mặt 2 (1965–66) 1. "Ticket to Ride" 2. "Help!" 3. "Yesterday" 4. "Day Tripper" 5. "We Can Work It Out" 6. "Paperback Writer" 7. "Yellow Submarine" 8. "Eleanor Rigby" Mặt 4 (1969–70) 1. "Get Back" 2. "The Ballad of John and Yoko" 3. "Something" (Harrison) 4. "Come Together" 5. "Let It Be" 6. "The Long and Winding Road" |

## Thành phần tham gia sản xuất
The Beatles
- John Lennon – hát, guitar, keyboard và harmonica.
- Paul McCartney – hát, bass, piano, acoustic guitar và trống trong "The Ballad of John and Yoko".
- George Harrison – guitar, hát nền, hát chính trong "Something".
- Ringo Starr – trống và bộ gõ, hát nền, hát chính trong "Yellow Submarine".

Các nghệ sĩ khác
- Andy White – trống trong "Love Me Do".
- George Martin – piano trong "A Hard Day's Night" và "Penny Lane".
- Billy Preston – organ trong "Get Back" và "Let It Be".

## Chỉnh âm
- 2011, CD. Mã Apple 50999 083070 2 6

## Đánh giá
| Đánh giá chuyên môn | Đánh giá chuyên môn |
| Nguồn đánh giá      | Nguồn đánh giá      |
| Nguồn               | Đánh giá            |
| ------------------- | ------------------- |
| Allmusic            | [ 5 ]               |

Album nhận được rất nhiều phản ứng tích cực từ các nhà phê bình, các trang báo nổi tiếng, các nhà chuyên môn và người hâm mộ. Stephen Thomas Erlewine của Allmusic dành cho album 5 sao tối đa. Ông bắt đầu bài viết với câu "Không còn gì để nói ngoài thứ âm nhạc tuyệt đỉnh", cùng với đó là lời nhận xét "chẳng có lý do gì để một người lại không muốn album này ngay kể cả khi đã từng có tất cả các bản thu trước kia."
Tuy nhiên, vì chỉ là các ca khúc đứng đầu bảng xếp hạng, tức là đánh giá của nhiều khán giả và nhà báo hơn là các nhà chuyên môn, cũng như là những ca khúc mang tính tức thời, album không bao gồm những tác phẩm kinh điển khác của The Beatles, ví dụ như "Norwegian Wood", "While My Guitar Gently Weeps", "Lucy in the Sky with Diamonds", "Here Comes the Sun", "A Day in the Life" và nhất là Abbey Road medley.

## Xếp hạng
| Bảng xếp hạng (2000–2011)          | Vị trí cao nhất |
| ---------------------------------- | --------------- |
| Australia (ARIA)                   | 1               |
| Áo (Ö3 Austria Top 40)             | 1               |
| Bỉ (Ultratop Flanders)             | 1               |
| Bỉ (Ultratop Wallonia)             | 1               |
| Canada Canadian Albums Chart       | 1               |
| Phần Lan (Finland's Official List) | 1               |
| French Albums Chart (SNEP)         | 10              |
| French Compilations (SNEP)         | 1               |
| Đức (Media Control AG)             | 1               |
| Hungary (MAHASZ)                   | 14              |
| Ireland (IRMA)                     | 1               |
| Italy (FIMI)                       | 1               |
| Nhật Bản (Oricon)                  | 1               |
| Hà Lan (MegaCharts)                | 1               |
| New Zealand (RIANZ)                | 1               |
| Na Uy (VG-lista)                   | 1               |
| Thụy Điển (Sverigetopplistan)      | 1               |
| Thụy Sĩ (Media Control AG)         | 1               |
| Anh (The Official Charts Company)  | 1               |
| Mỹ Billboard 200                   | 1               |

| Bảng xếp hạng (2001) | Vị trí cao nhất |
| -------------------- | --------------- |
| Đan Mạch (Hitlisten) | 2               |
| Ba Lan (OLiS)        | 1               |

| Bảng xếp hạng (2009) | Vị trí cao nhất |
| -------------------- | --------------- |
| Mexico (AMPROFON)    | 49              |
| Bồ Đào Nha (AFP)     | 27              |

| Bảng xếp hạng (2011)         | Vị trí cao nhất |
| ---------------------------- | --------------- |
| Australia (ARIA)             | 10              |
| Áo (Ö3 Austria Top 40)       | 10              |
| Bỉ (Ultratop Flanders)       | 12              |
| Canada Canadian Albums Chart | 5               |
| Pháp (SNEP)                  | 10              |
| Ireland (IRMA)               | 9               |
| Hà Lan (MegaCharts)          | 5               |
| Tây Ban Nha (PROMUSICAE)     | 3               |
| Anh UK Albums Chart          | 6               |
| Mỹ Billboard 200             | 4               |

Ở Mỹ, 1 là album duy nhất của The Beatles trở thành "Album của năm" (2001) của tạp chí Billboard.